# Мая (рід)

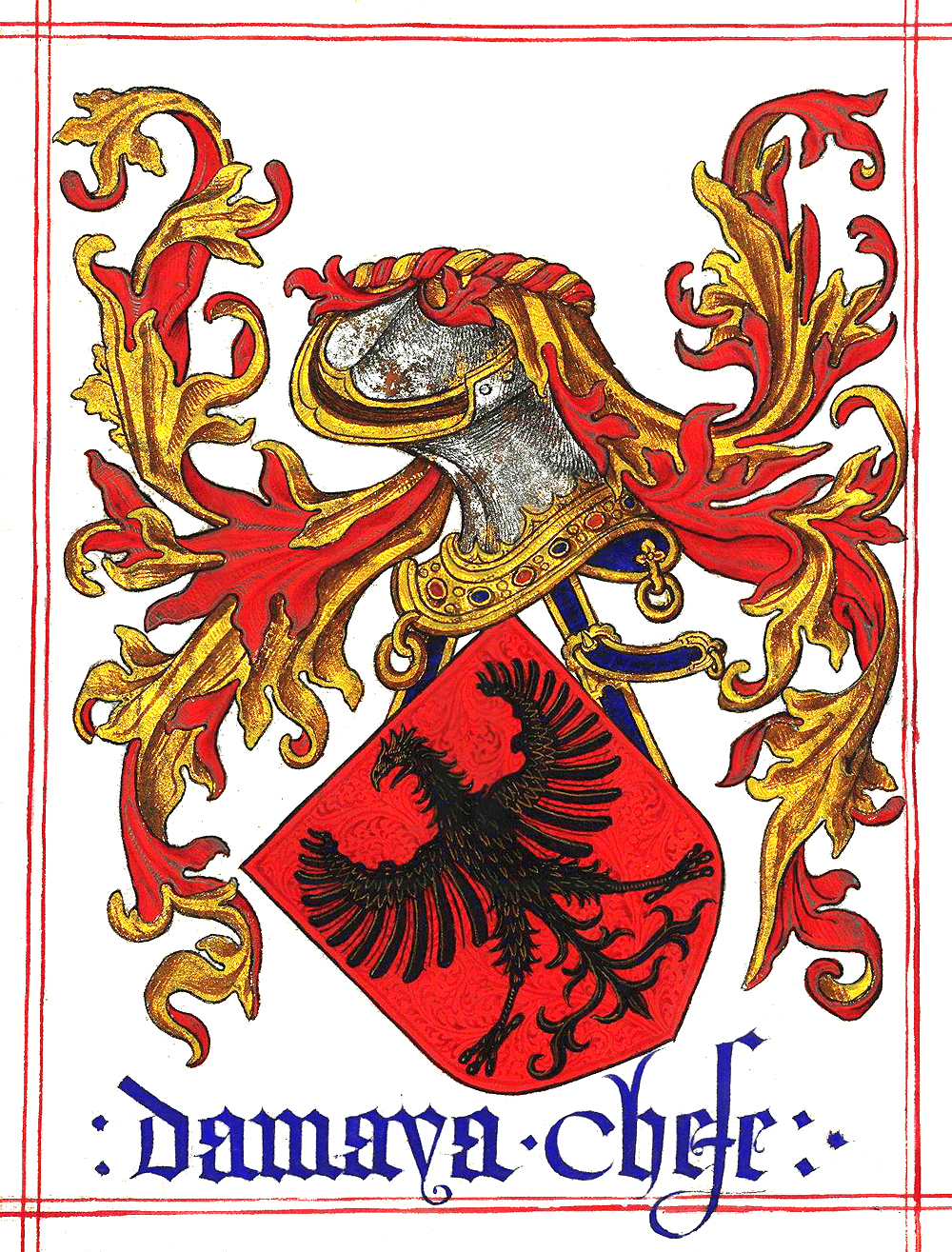
Герб дому Мая («Livro do Armeiro-Mor», 1509)

Дім Ма́я, або Ма́йський дім (порт. Casa da Maia) — португальський шляхетний рід. За родовою легендою — походять від готських королів, нащадки леонського короля Раміро II. Володів землями в прибережних районах провінції Дору-Міню, в районі сучасного муніципалітету Мая. Голови роду носили титул сеньйо́рів Ма́йських (порт. senhor da Maia), що з часом перетворився на прізвище. Представники роду займали високі посади у Леонському та Португальському королівстві. Вигас у ХІІІ столітті.

## Представники
- Менду Гонсалвіш да Мая (бл. 1020—1065), сеньйор Майський; ∞ Ледегунда Суареш Тайня де Байан
  - Соейру Мендіш да Мая (1060—1108)
  - Гонсалу Мендіш да Мая (1079—1155)
  - Паю Мендіш (?—1137) — архієпископ Бразький.

## Герб
Згідно з «Livro do Armeiro-Mor» (1509) гербом дому Мая є червоний щит, на якому зображений чорний орел із чорним озброєнням.

Герб